# Hendrik de Vries

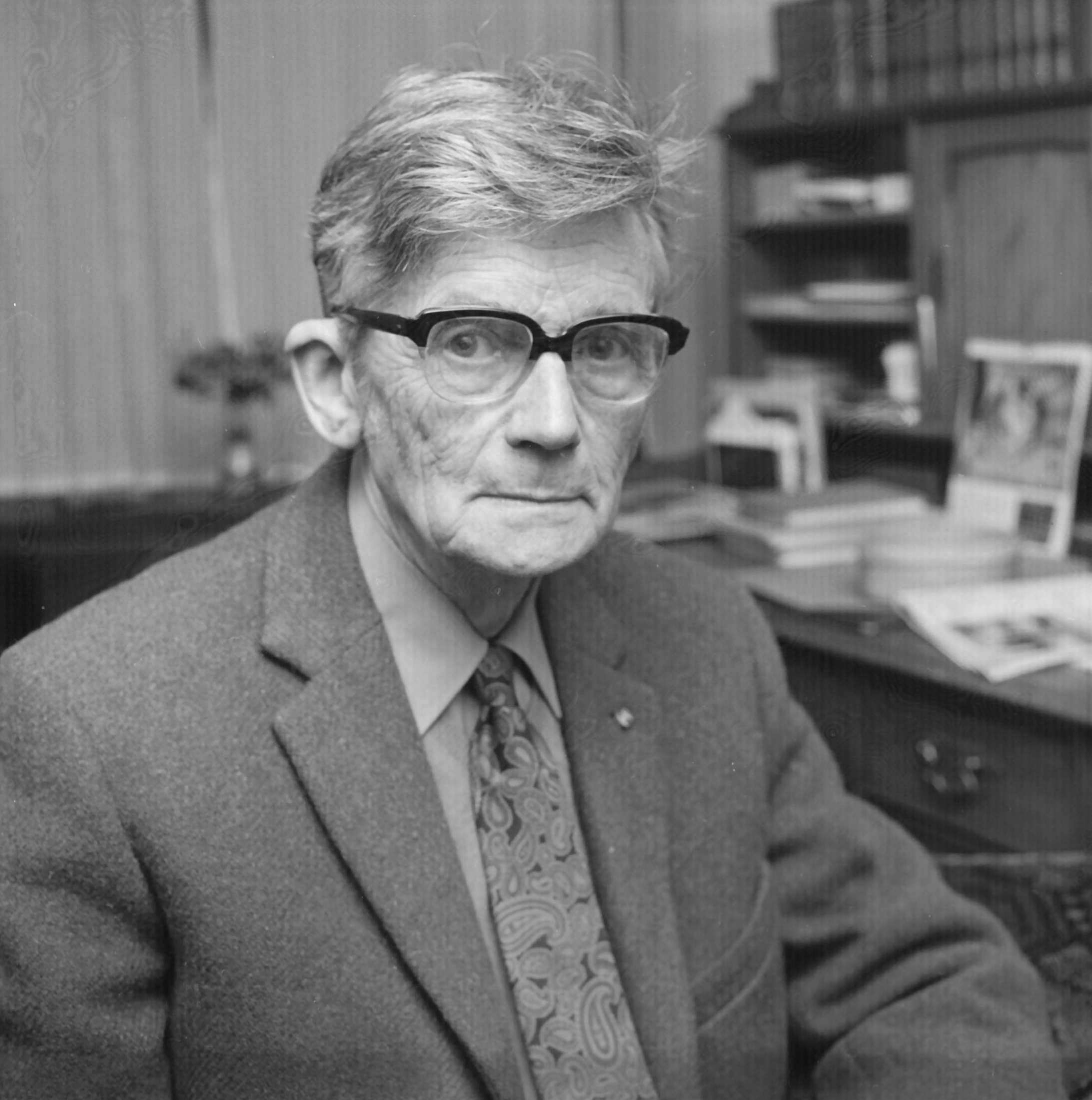
Hendrik de Vries, 1976

Hendrik de Vries (* 17. August 1896 in Groningen; † 18. November 1989 in Haren) war ein niederländischer Dichter und Grafiker.

## Leben

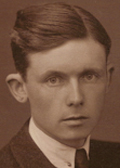
Hendrik de Vries (ca. 1923)

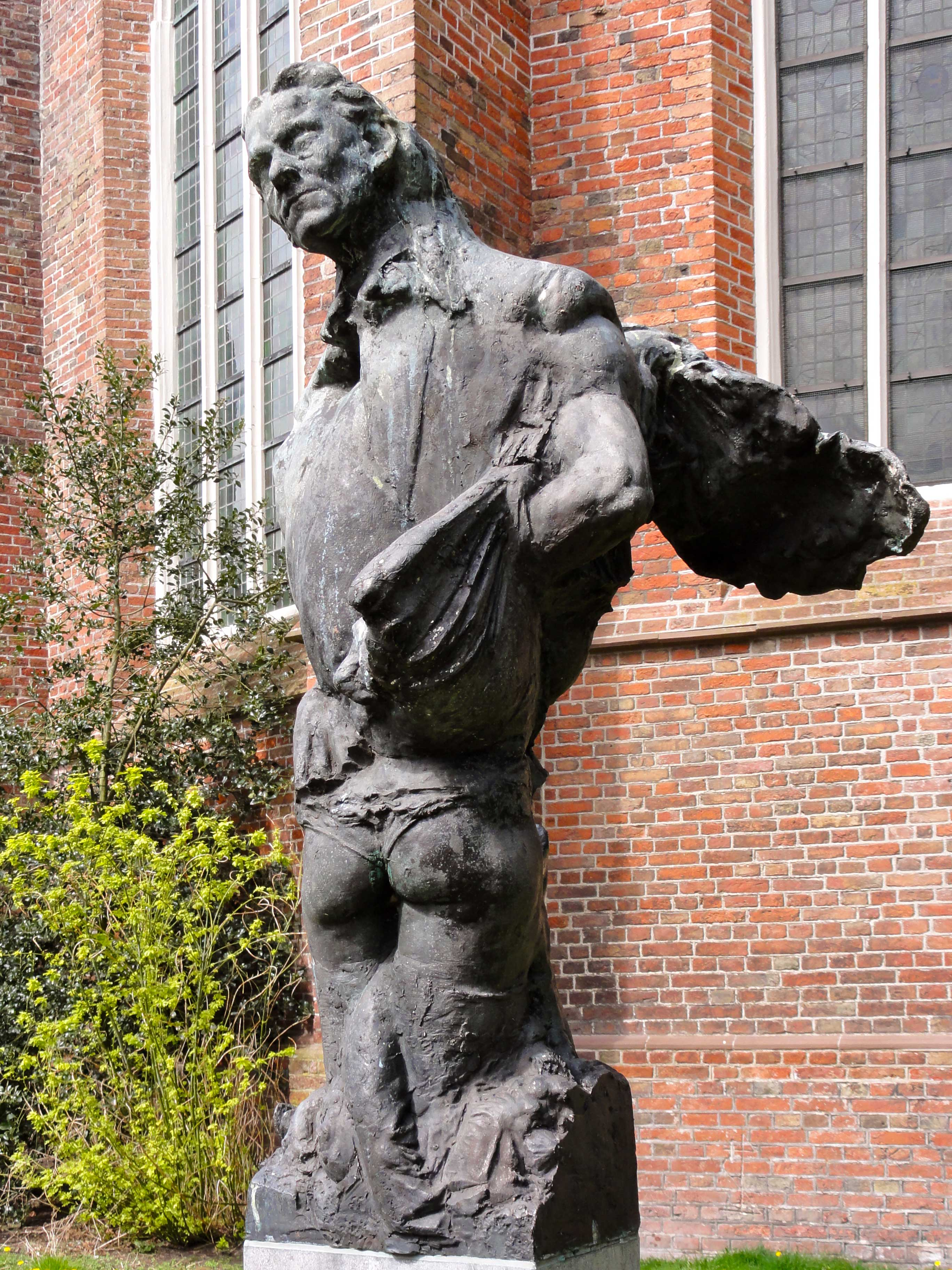
Büste von de Vries von Norman Burkett vor der Martinikirche in Groningen

Seine Vorfahren waren Bauern in der Provinz Groningen, sein Vater Wobbe de Vries (1870–1943) Gymnasiallehrer (und niederländischer Sprachforscher) in Groningen. Er bildete sich hauptsächlich autodidaktisch weiter und wollte trotz des Widerstands der Eltern bildender Künstler werden. Unter anderem da er auf seine Mutter Rücksicht nehmen wollte (die manisch depressiv war), nahm er auch eine untergeordnete Stellung am Gemeindearchiv in Groningen an.
Sein erster Gedichtband erschien 1920 (De nacht) und in den 1920er und 1930er Jahren galt er als einer der führenden niederländischen Dichter. De Vries war vom Surrealismus und spanischer Dichtung beeinflusst (er benutzte die Copla Gedichtform) und schrieb auch Gedichte in Spanisch. 1924 bis 1936 fuhr er jährlich im Urlaub nach Spanien, wo ihn insbesondere Tanz und Musik der Roma und der Stierkampf inspirierten. Er hatte eine anti-bürgerliche Einstellung. Das Unterbewusste spielte eine große Rolle in seinen Gedichten. Wegen der von ihm gewählten Themen und weil er ebenfalls bildender Künstler war, ist er auch schon mit Alfred Kubin verglichen worden. Auch in seiner Malerei (anfangs expressionistische Bilder von Bauernhöfen und Landschaften in dunkleren Farben als die meisten anderen De Ploeg Künstler) war er von Kubin und Francisco de Goya und deren Traumphantasien beeinflusst (Magischer Realismus).
Nach dem Tod seiner Eltern heiratete er 1946 die vier Jahre jüngere Riek van der Zee und zog nach Haren. Gleichzeitig ging er 1947 beim Gemeindearchiv in Groningen vorzeitig in Pension. Er veröffentlichte als Kunstkritiker und Lyriker in verschiedenen Zeitungen und versuchte auch seine Bilder zu verkaufen. Innerhalb der Gruppe De Ploeg nahm er zwar regelmäßig an Ausstellungen teil, galt jedoch als Einzelgänger und trat 1972 aus.
De Vries publizierte Gedichte in der 1916 gegründeten Literaturzeitschrift Het Getij, in Forum, De Gids und anderen Zeitschriften. Eines seiner Gedichte (Een schatrijke tuin, Ein reicher Garten) ist eines der an Mauern angebrachten Gedichte in Leiden.
Er war 1946 erster Preisträger des ihm zu Ehren so genannten Hendrik de Vries Preises von Groningen für Schriftsteller und seit 1986 gibt es dort das Hendrik de Vries Stipendium. 1962 erhielt er für sein Gesamtwerk den Constantijn Huygens Preis, 1959 den Kulturpreis der Provinz Groningen und 1973 den P.C. Hooft-Preis.
Er zeichnete und malte auch und war Mitglied der Künstlergruppe De Ploeg.
Eine Büste von Norman Burkett steht vor der Martinikerk (Groningen), in deren Nähe auch das Gemeindearchiv war, in dem er arbeitete.

## Schriften

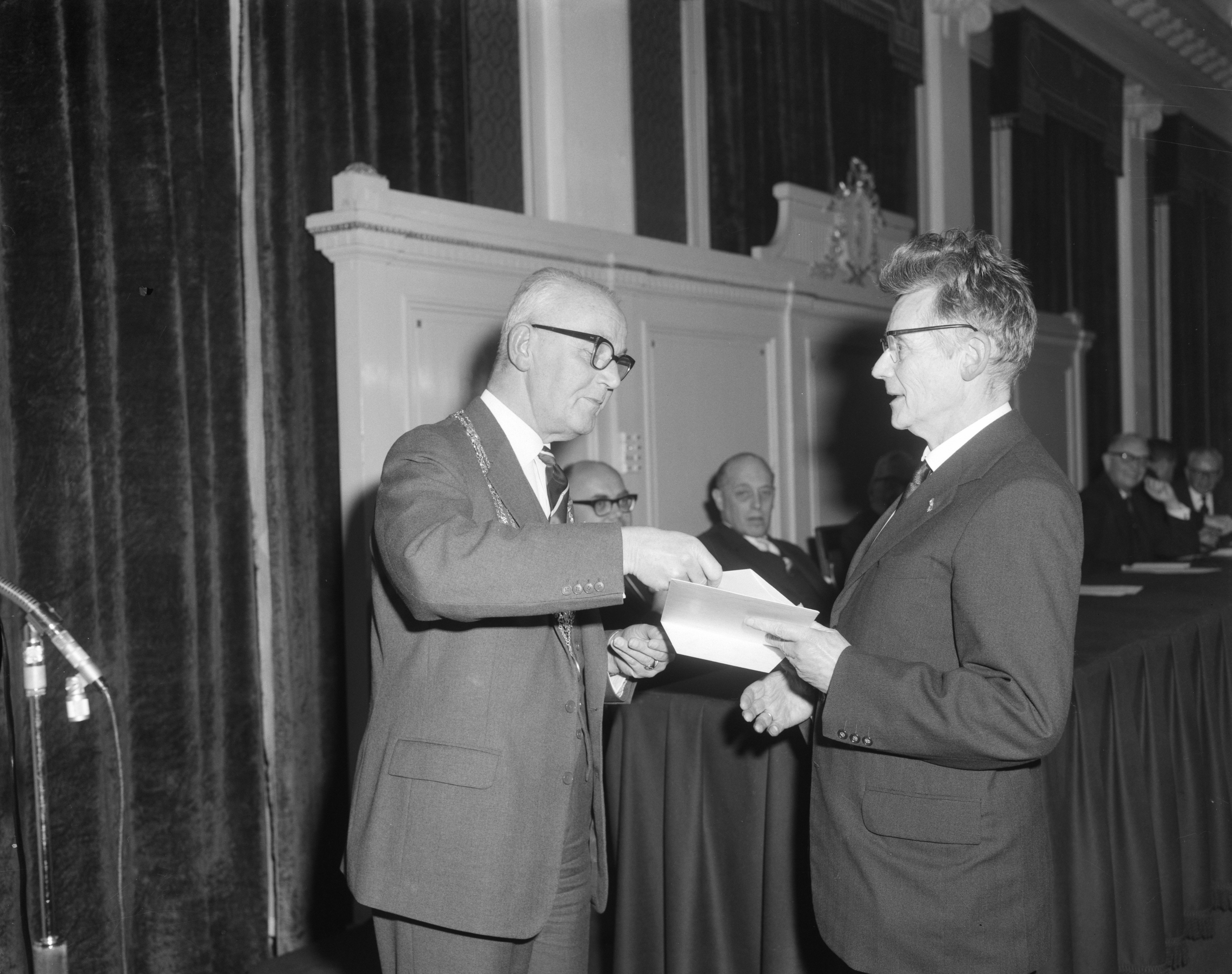
De Vries (rechts) in 1962

- 1917 – Het gat in Mars en het Milagrat
- 1920 – De nacht
- 1920 – Vlamrood
- 1923 – Lofzangen (Lobgesänge)
- 1928 – Silenen
- 1931 – Spaansche volksliederen
- 1932 – Stormfakkels
- 1935 – Copla’s
- 1937 – Atlantische balladen
- 1937 – Geïmproviseerd bouquet
- 1937 – Nergal
- 1939 – Romantische rhapsodie
- 1944 – Robijnen
- 1946 – Capricho’s en rijmkritieken
- 1946 – Toovertuin (Zaubergarten; ausgezeichnet 1948 mit dem Lucy B. en C.W. van der Hoogtprijs)
- 1951 – Distels en aloë's
- 1955 – Gitaarfantasieën
- 1958 – Groninger symphonie
- 1965 – Iberia, krans van reisherinneringen
- 1966 – Diseño jondo (mit Zeichnungen aus Spanien)
- 1971 – Cantos extraviados
- 1971 – Goyescos
- 1978 – Impulse
- 1992 – Verzamelde gedichten (Gesammelte Gedichte), Amsterdam 1992
- 1996 – Sprookjes